# Irdeto
Irdeto è un'azienda che fornisce soluzioni per la protezione del contenuto digitale su TV digitale, IPTV e TV mobile. La sede si trova a Hoofddorp vicino ad Amsterdam. Irdeto fornisce sia smart card sia sistemi di accesso condizionato basati su software per le pay TV, e supporta operatori via cavo, via satellite, terrestri, MMDS e IPTV. Inoltre, propone soluzioni integrate o su software per apparecchi mobili e TV basate sui seguenti standard: S-DMB, T-DMB, DVB-H, OMA 1, OMA 2.
Irdeto è una società controllata dal gruppo Naspers, quotato al NASDAQ, che a sua volta include anche altre aziende di pay TV in Africa, Europa e Asia. È il primo fornitore delle altre società del gruppo, sin dai tempi iniziali della TV digitale, e quindi ha un ruolo vitale. Tuttavia dagli anni '90, più del 75% dei suoi profitti viene dalle aziende esterne al gruppo al quale appartiene.
È membro dell'Istituto europeo per le norme di telecomunicazione (ETSI).

## Storia
L'azienda è stata fondata nel 1969 da Pieter den Toonder, un ingegnere delle telecomunicazioni, a Dordrecht, nei Paesi Bassi. Il nome della azienda deriva dalla contrazione di "Ir." (l'abbreviazione in olandese per "ingegnere") e il cognome del fondatore.
Nel 2006, Irdeto ha rilevato i beni, i clienti e i dipendenti di un suo concorrente, Philips CryptoTec (sviluppatore del Cryptoworks). CryptoTec aveva 100 clienti e più di 50 dipendenti. Non è stato reso disponibile il prezzo di acquisto.